# Peter S. Beagle
Peter Soyer Beagle (ur. 20 kwietnia 1939) – amerykański autor powieści i scenariuszy z dziedziny fantastyki oraz piosenkarz folkowy.
Autor Ostatniego jednorożca. Laureat nagród Hugo i Nebula w 2006 r. za nowelę Dwa serca, będącą kontynuacją Ostatniego jednorożca.
Mieszka w Oakland w Kalifornii.
Napisał scenariusz do animowanej wersji Władcy Pierścieni w reżyserii Ralpha Bakshi (1978). Napisał także scenariusz do 71. odcinka telewizyjnego serialu Star Trek: Następne pokolenie, zatytułowanego „Sarek”.

## Twórczość
- 1960: A Fine and Private Place
- 1965: I See By My Outfit: Cross-Country by Scooter, an Adventure
- 1968: Ostatni jednorożec (The Last Unicorn; tłum. Michał Kłobukowski, 1995, 1998)
- 1974: Lila, the Werewolf
- 1975: American Denim
- 1976: The Lady and Her Tiger
- 1978: The Fantasy Worlds of Peter S. Beagle
- 1982: The Garden of Earthly Delights
- 1988: Kryształy Czasu (The Folk of the Air)
- 1994: Pieśń Karczmarza (The Innkeeper's Song)
- 1995: In the Presence of the Elephants
- 1995: Peter S. Beagle's Immortal Unicorn
- 1995: Peter S. Beagle's Immortal Unicorn 2
- 1996: Sonata Jednorożców (The Unicorn Sonata)
- 1997: Olbrzymie Kości (Giant Bones)
- 1997: The Rhinoceros Who Quoted Nietzsche and Other Odd Acquaintances
- 1999: The Magician of Karakosk: And Other Stories
- 1999: Tamsin
- 2000: A Dance for Emilia
- 2006: Dwa serca (ang. Two Hearts, „Nowa Fantastyka” 7/2008)